# Centre-ville de Düsseldorf
Le Centre-ville, jusqu'en 1961 Süd-Pempelfort, est l'un des 50 quartiers de Düsseldorf et est situé dans le 1er district (de). Avec 1,77 km2 et environ 15 000 habitants, le centre-ville est l'un des quartiers les plus densément peuplés. Le centre-ville est le centre économique de la capitale de l'État. Le quartier est bordé à l'ouest par la vieille ville avec Carlstadt et à l'est par la ligne Cologne-Duisbourg (de) avec la gare principale. Le centre-ville se caractérise par de grands contrastes, qui se reflètent dans la formation de divers quartiers non officiels. Outre de nombreux bureaux, le quartier offre la plus forte concentration de magasins de détail à Düsseldorf, dont quatre grands magasins et trois centres commerciaux. La rue commerçante la plus importante est la Schadowstraße, qui est l'une des rues les plus fréquentées et les plus fréquentées d'Allemagne La Königsallee, la rue commerçante de luxe de Düsseldorf, est connue au niveau national et international.

## Histoire
Situé à l'Est du fossé de la ville (de) et de la Königsallee, le quartier est créé au XIXe siècle comme expansion de la ville. Le plan de 1841, qui réglemente le développement à l'Est jusqu'à environ la hauteur de l'actuelle Tonhallenstraße et au sud jusqu'à l'axe de la Bahnstraße, est élaboré par Adolph von Vagedes et Franz Anton Umpfenbach (de) avec la collaboration d'Anton Schnitzler.

## Position

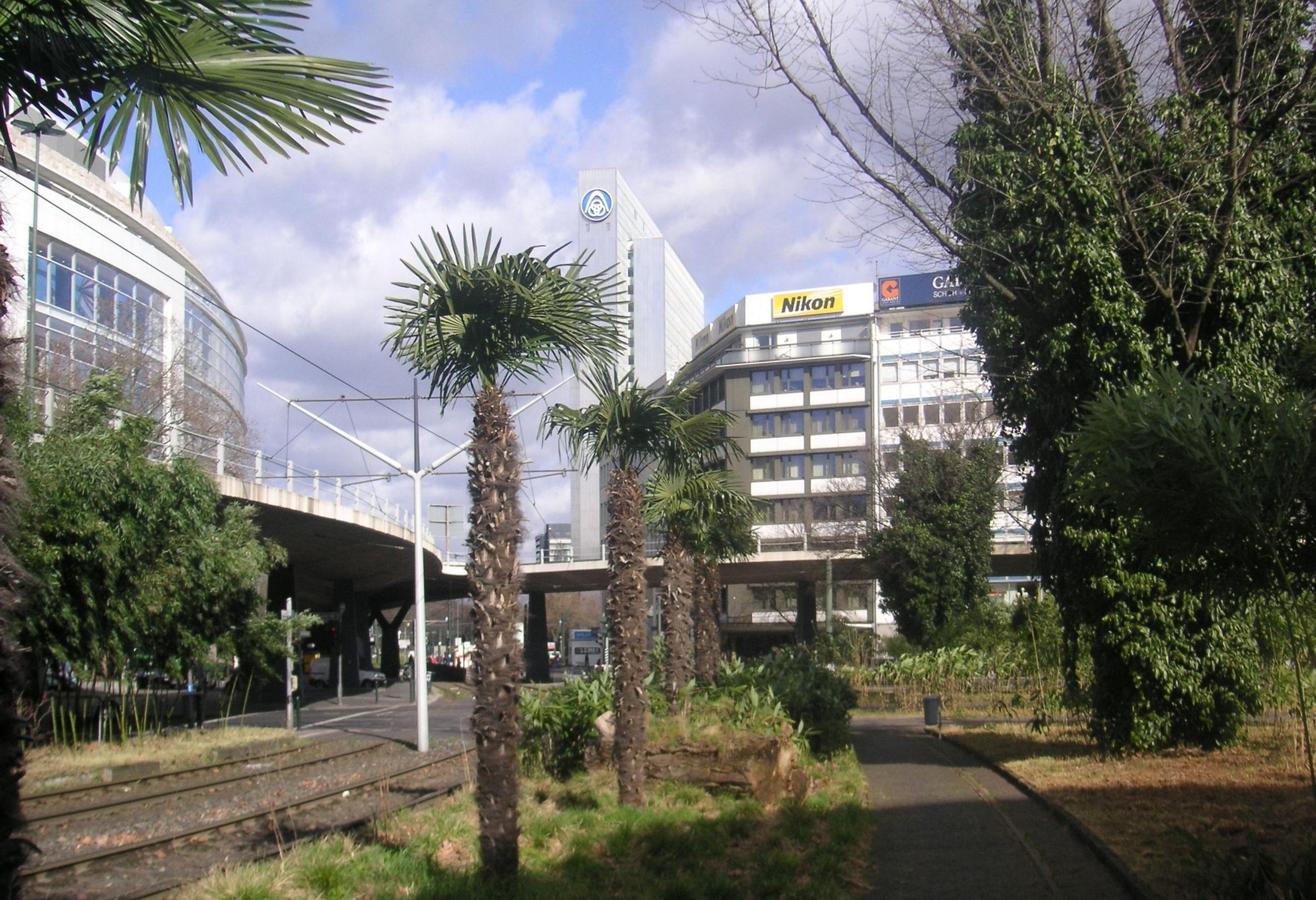
Au cœur du centre ville

Le centre-ville est situé à l'est de la vieille ville et de Carlstadt. Pempelfort est limitrophe au nord, Düsseldorf-Düsseltal, Flingern-Nord (de), Flingern-Sud (de) à l'est, Oberbilk au sud-est et Friedrichstadt (de) au sud. Les limites des autres parties de la ville ne sont souvent même pas connues des habitants. La frontière sud du quartier est la Graf-Adolf-Straße (de), la frontière Est est la ligne ferroviaire Cologne-Duisbourg avec la gare principale. À l'ouest, la Heinrich-Heine-Allee et la Kasernenstraße (de) séparent le quartier de la vieille ville avec Carlstadt et au nord le Jardin de Cour de Düsseldorf (de) de Pempelfort, la partie du parc avec la Couronne du pays (de) et la zone au sud de l'axe de la Reitallee appartenant au centre-ville.
Malgré sa petite superficie, la structure du quartier du centre-ville n'est pas homogène, comme le montre entre autres le prix des terrains qui se situe entre 2600 et 3 200 euros le mètre carré au nord de la Worringer Platz (de), alors qu'à peine un kilomètre plus loin sur la Königsallee ils varient de 13 000 à 40 000 euros par mètre carré (carte de la valeur des sols, août 2020). Dans le cadre du système de guidage du stationnement de Düsseldorf, la ville divise le centre-ville en quartiers. Le quartier du centre-ville comprend les parkings « Kö », « Hauptbahnhof » et « Schadowstraße ». Il existe également plusieurs quartiers « officieux » connus localement et dont la démarcation n'est pas toujours claire.

### Place financière de Düsseldorf

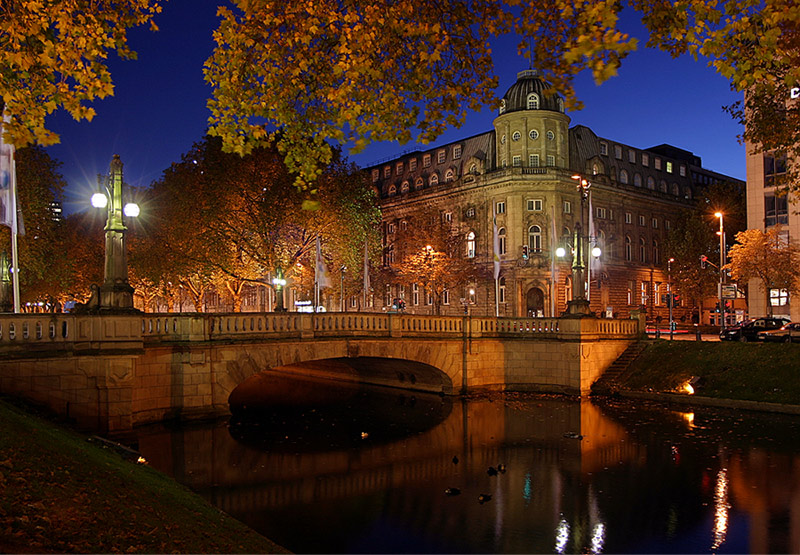
Königsallee la nuit avec vue sur la Deutsche Bank

Le quartier des banques comprend les quatre rues parallèles Kasernenstraße, Breite Straße, Königsallee et Berliner Allee, qui sont parallèles dans une direction nord-sud et font partie de la place financière de Düsseldorf (de). Ces pâtés de maisons abritent les succursales de la Deutsche Bank et de la Commerzbank, ainsi que les bâtiments de l'ancienne succursale de la Dresdner Bank, qui appartenait à la Commerzbank jusqu'en 2019. En 2019, la Commerzbank cède l'ancien siège de la Dresdner Bank sur la Königsallee et répartit ses employés sur des sites de la Breite Straße et dans le parc de bureaux Am Seestern. Jusque dans les années 1990, Düsseldorf abrite une partie des conseils d'administration des trois grandes banques commerciales allemandes. L'importance passée des succursales de Düsseldorf se reflète dans leur architecture monumentale de l'époque wilhelminienne. Parmi les autres sièges sociaux importants de banques figurent Targobank, la caisse d'épargne de la ville de Düsseldorf (de), la caisse d'épargne de l'arrondissement de Düsseldorf (de) (qui, à proprement parler, est située à Carlstadt), la HypoVereinsbank et la Banque de Tokyo-Mitsubishi UFJ. Des banques internationales telles que la banque chinoise ICBC (Königsallee) et la Banque de Chine (Benrather Straße) ainsi que BBVA (Benrather Straße) sont également implantées dans le quartier financier. Le siège de la Banque fédérale d'Allemagne en Rhénanie-du-Nord-Westphalie et la bourse de Düsseldorf (de) sont également situés dans le centre-ville. De nombreux cabinets de conseil en gestion et de grands cabinets d'avocats y sont également basés. Achevé en 2021, le Kö-Quartier abrite un certain nombre de cabinets d'avocats internationaux et de prestataires de services financiers tels que le cabinet d'avocats d'affaires Dentons et la banque privée Berenberg,. Le Westdeutsche Zeitung et le Rheinische Post disposent ici de grandes rédactions locales. Jusqu'en 2018, le siège de la maison d'édition Handelsblatt est situé dans la Kasernenstraße (également à Carlstadt). L'éditeur emménage en 2019 dans un nouvel immeuble de bureaux à Düsseldorf-Derendorf (de). FinTech Auxmoney devient le nouveau locataire de la Kasernenstraße. Le quartier des banques est un emplacement de bureaux recherché. C'est ici que sont payés les loyers de bureaux les plus élevés de la capitale de l'État. Cependant, l'emplacement central a récemment subi quelques déménagements. La banque traditionnelle HSBC Trinkaus & Burkhardt (de) et la Bankhaus Lampe (de) déménagent leur siège social dans d'autres quartiers de Düsseldorf. Cependant, de nouvelles banques continuent de s'installer dans le quartier bancaire traditionnel, comme la Bankhaus Metzler en 2021. Le commerce de détail est concentré du côté est de la Königsallee. Le quartier compte deux hôtels de luxe, le Breidenbacher Hof et l'Intercontinental.

### Quartier japonais

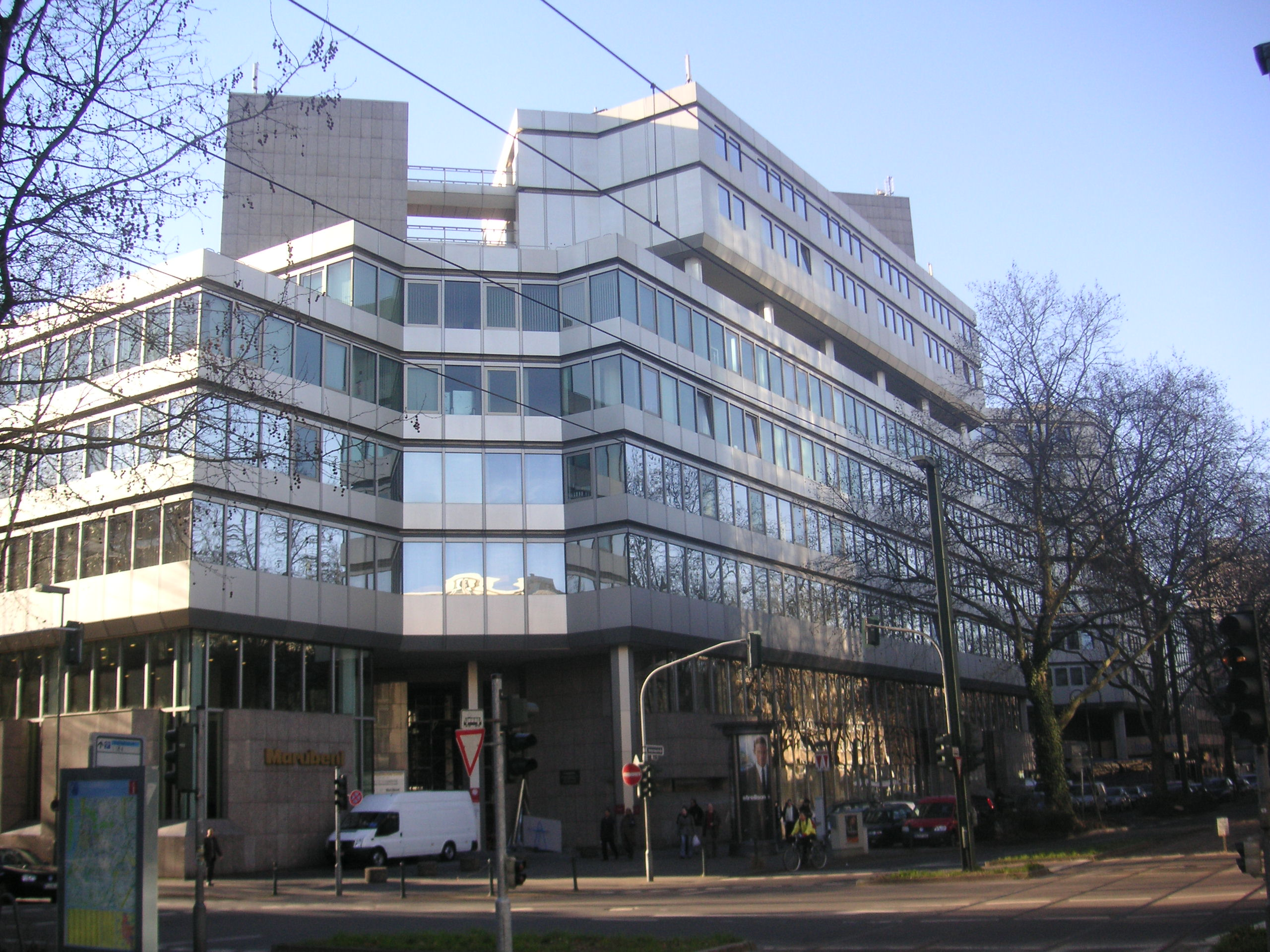
Centre germano-japonais sur l'

Il existe environ 450 entreprises japonaises basées à Düsseldorf, environ 8 600 Japonais vivent dans le district de Düsseldorf. Dans la zone située entre la Berliner Allee (de), la Klosterstraße, la Charlottenstraße et la Graf-Adolf-Straße, se trouvent de nombreuses succursales d'entreprises japonaises sur une superficie de près de trente hectares. Le centre des activités japonaises est l'Immermannstraße (de). Le centre germano-japonais (de) y est construit en 1978, qui comprend 12 000 m2 de bureaux et l'hôtel Nikkō (de) de 600 lits. Le centre est le siège de la Chambre de commerce japonaise, du consulat général et du siège européen du groupe Marubeni. Outre les sociétés commerciales japonaises, les banques, les compagnies d'assurance, les sociétés de transport et les agences de publicité, un large éventail de prestataires de services, restaurateurs et détaillants japonais se sont installés ici. Il y a deux supermarchés japonais, plusieurs librairies, vidéoclubs, magasins spécialisés et médecins japonais dans l'Immermannstraße et dans les rues voisines. Les prestataires de services allemands tels que les pharmacies, les boucheries, les hôtels et les magasins de téléphonie mobile se sont adaptés à la clientèle extrême-orientale avec des offres spéciales. Le quartier japonais de Düsseldorf est bien connu sur la scène cosplay allemande, car les amateurs de mangas et d'animes peuvent y trouver les derniers magazines et films japonais.

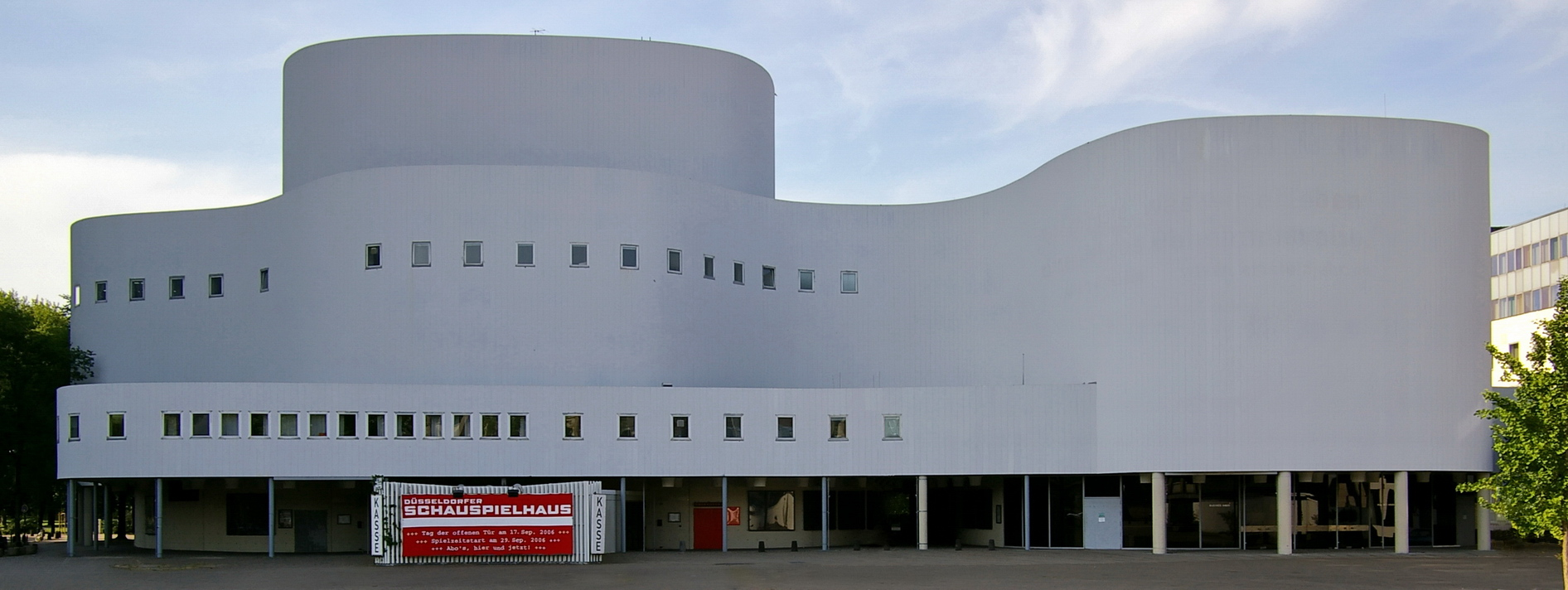
Théâtre de Düsseldorf

Ces dernières années, de nombreux autres prestataires de services et restaurants asiatiques se sont installés dans le quartier japonais, notamment des Chinois et des Sud-Coréens, de sorte qu'un large éventail de cultures est-asiatiques quotidiennes est proposé au cœur du centre-ville de Düsseldorf. Alors que de nombreuses familles japonaises vivent dans les quartiers d'Oberkassel et de Niederkassel (de) sur la rive gauche du Rhin, de nombreux employés japonais en mission temporaire sont hébergés dans des appartements d'entreprise ou dans des hôtels spécialisés du centre-ville.

## Caractéristiques touristiques

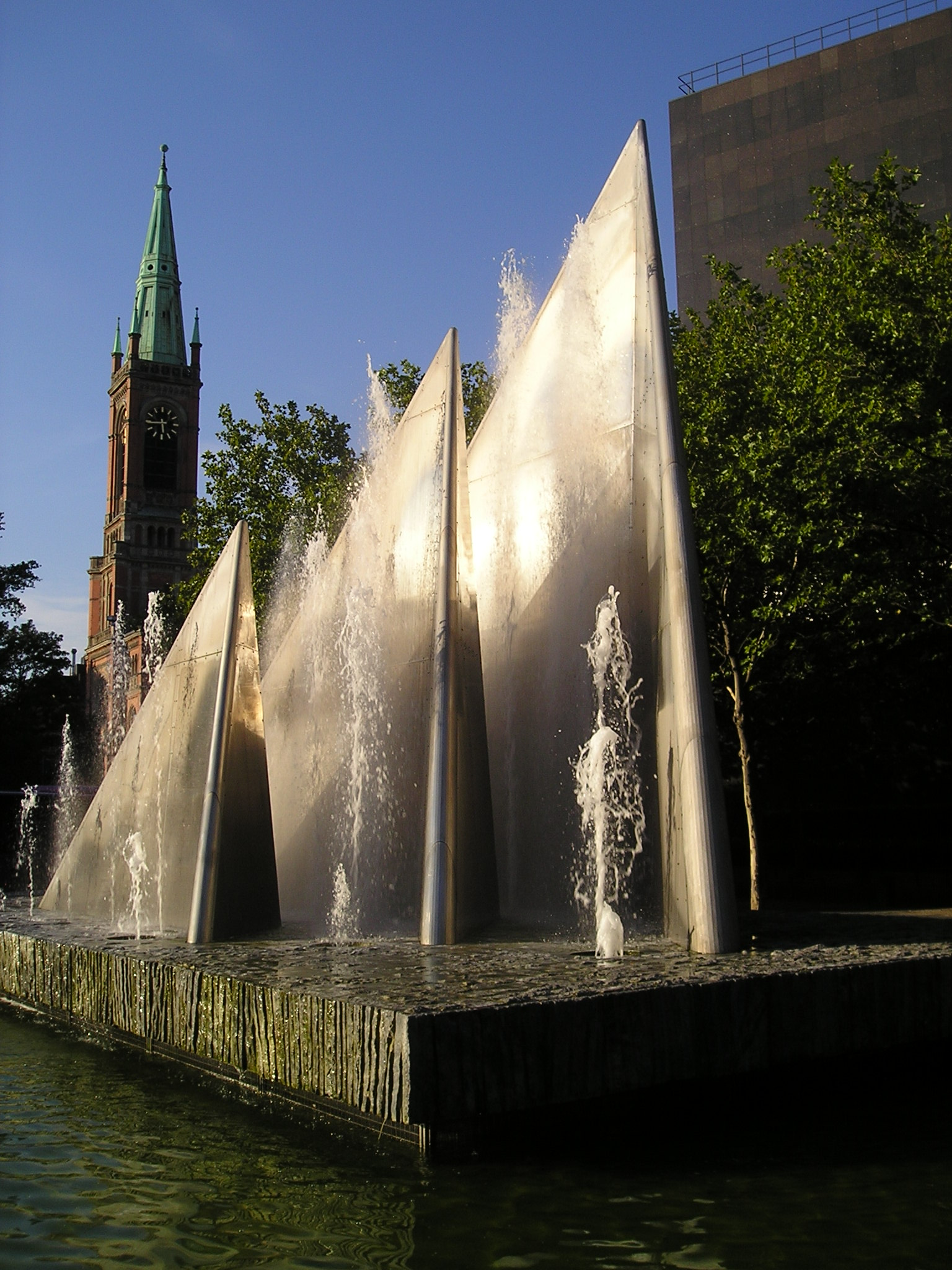
Place de l'Unité allemande devant la Banque féférale avec la fontaine Dreigel de Heinz Mack (1988), en arrière-plan l'église Saint-Jean

- Königsallee : un large boulevard orienté nord-sud avec des arbres et Kö-Graben dans le centre-ville de Düsseldorf, également connu sous le nom de « Kö » en abrégé
- Jardin de Cour (de) : le plus ancien jardin public d'Allemagne, existant depuis 1769
- Maison Wilhelm-Marx (de) : construite entre 1922 et 1924, l'un des plus anciens immeubles de grande hauteur d'Europe sur la Heinrich-Heine-Allee
- Lion de Berg (de) : une statue en bronze de 1963
- Théâtre : un nouveau bâtiment conçu par Bernhard Pfau (de) en 1970 sur la Gustaf-Gründgens-Platz
- Bourse de Düsseldorf (de) : un nouveau bâtiment achevé en 1970 sur la Gustaf-Gründgens-Platz
- Siège de la Banque fédérale d'Allemagne Rhénanie-du-Nord-Westphalie
- Église Saint-Jean (de)
- Tour des trois disques (de) : construit entre 1957 et 1960, un bâtiment de bureaux et d'administration de 94 mètres de haut

## Transports

### Transport individuel
Plusieurs axes de circulation principaux importants y mènent et traversent le quartier, mais aucune route d'importance supralocale. La route surélevée « mille-pattes (de) », qui caractérise également le quartier du centre-ville, est démolie en 2013. La structure de circulation bien connue permettait d'accéder à la Berliner Allee, l'une des rues les plus fréquentées de Düsseldorf et l'axe nord-sud le plus important de la ville. Le quartier dispose d'une vingtaine de parkings, mais il peut y avoir des goulots d'étranglement dans l'offre de places de stationnement aux heures de pointe. Presque partout, le stationnement dans la rue est payant ou réservé aux résidents. À l'exception du quartier de la Königsallee, il n'y a que des pistes cyclables rudimentaires.

### Transports en commun
Toutes les lignes de métro traversent le quartier en souterrain. Il existe également un réseau dense de bus et de tramways. Les points de transfert importants sont la gare principale (de) et la station de métro de l'Heinrich-Heine-Allee (de), d'où partent les bus vers la banlieue et les villes voisines. De plus, les stations de métro de la Schadowstraße (de) et de la Pempelforter Straße (de) sont situées sur la nouvelle ligne Wehrhahn, qui offrent des possibilités de transfert vers le tramway .

### Transport ferroviaire régional et longue distance
La gare centrale de Düsseldorf est utilisée chaque jour par 250 000 personnes et constitue une plaque tournante du transport longue distance. Les transports longue distance, régionaux et S-Bahn se rencontrent ici. Il existe également des options de transfert vers le train léger, les tramways et les bus.